# Tempio di Mnajdra
Il tempio di Mnajdra è un sito archeologico preistorico, situato nelle vicinanze del tempio di Hagar-Qim, sull'isola di Malta.

## Descrizione
Mnajdra è uno dei templi megalitici di Malta riconosciuti patrimonio dell'umanità dall'UNESCO nel 1992.
Costruito nel IV millennio a.C., Mnajdra è il più antico esempio di edificio costruito a secco (cioè senza malta), antecedente anche a Stonehenge e alle piramidi.
Come struttura è assimilabile al tipo cromlech, ma più complesso: lo schema è piuttosto simile ad un ferro di cavallo e i due cerchi che lo compongono formano una specie di navata laterale continua occupata da stanze con varia destinazione.